# Cyphon binotatus
Cyphon binotatus là một loài bọ cánh cứng trong họ Scirtidae. Loài này được Pic mô tả khoa học năm 1953.